# Hausfriedensbruch (Österreich)
Der Hausfriedensbruch ist in Österreich das Eindringen in die Wohnstätte eines anderen mit Gewalt oder durch Drohung von Gewalt.
Das Delikt fällt in den dritten Abschnitt des StGB („Strafbare Handlungen gegen die Freiheit“) und wird durch den § 109 geregelt.

## Gesetzlichkeit
Der Tatbestand des Hausfriedensbruchs, nämlich „wer den Eintritt in die Wohnstätte eines anderen mit Gewalt oder durch Drohung von Gewalt erzwingt“, umfasst auch den Absatz (3) des § 109, in dem drei Alternativvoraussetzungen geschildert werden, in denen der schwere Hausfriedensbruch geschildert wird und in denen das Eindringen in Räumlichkeiten, die nicht zum Wohnen benutzt werden, einen Hausfriedensbruch konstituieren.

## Tatbestandsmerkmale
Der Hausfriedensbruch ist ein Allgemeindelikt. Er benötigt somit keine besonderen Anforderungen des Täters. Der Grundtatbestand beschränkt sich ausschließlich auf den Schutz von Wohnstätten, selbst bei diesen wird nur das gewaltsame Eindringen gegen den Willen des anwesenden Hausberechtigten vom Tatbestand erfasst. Der Rechtsprechung nach muss der Bewohner oder ein Mitbewohner der Wohnstätte beim gewaltsamen Eindringen anwesend sein, damit der Hausfriedensbruch greift. Wer also eine Wohnung bei der Abwesenheit eines Bewohners aufbricht, könnte sich nur wegen Sachbeschädigung strafbar machen. Das Eindringen muss gewaltsam oder auf Androhung von Gewalt geschehen, um vom Hausfriedensbruch erfasst zu werden; wer durch ein offenes Fenster steigt oder mit einem Nachschlüssel die Tür öffnet, macht sich nicht nach § 109 strafbar. Anders als bei der deutschen Auslegung des Delikts in § 123 StGB machen sich auch Personen, die unbefugt in einer Wohnstätte verweilen, nachdem sie aufgefordert wurden, die Räumlichkeiten zu verlassen, nicht strafbar.

## Ermächtigung
Nach Absatz (2) § 109 StGB wird das strafbare Handeln bei einem Hausfriedensbruch nicht mit der Ermächtigung des in seinen Rechten Verletzten strafrechtlich verfolgt. Wer also eine Befugnis des Bewohners erhält, wird vom Tatbestand ausgeschlossen.

## Strafmaß, Verjährung
Der Hausfriedensbruch im Sinne des § 109 Absatz (1) ist mit bis zu einjähriger Freiheitsstrafe zu bestrafen oder mit einer Geldstrafe von 720 Tagessätzen. Nach § 57 Absatz 3 StGB beträgt die Verjährungsfrist bei strafbaren Handlungen mit höchstens einjähriger Freiheitsstrafe drei Jahre. Das in § 109 Absatz (3) Ziffer 3 geschilderte gewaltsame Eindringen mehrerer Personen wird mit einer Freiheitsstrafe von bis zu 3 Jahren bestraft, bei solchen Delikten beträgt die Verjährungsfrist 5 Jahre.